# Beatuskaart

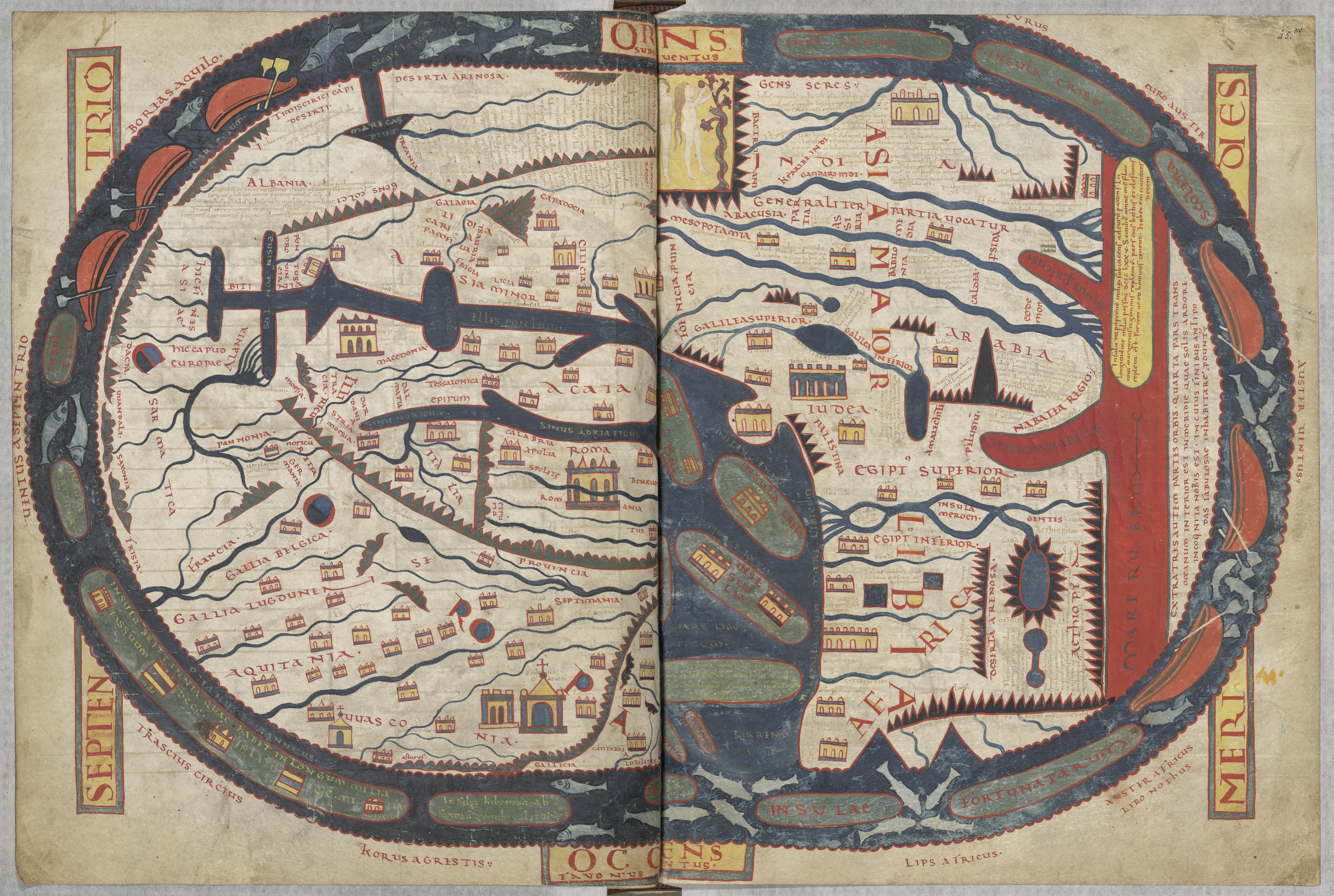
Een kopie van de Beatuskaart.

De Beatuskaart was een van de belangrijkste cartografische werken van de vroege middeleeuwen. De kaart werd gemaakt door Beatus van Liébana en was gebaseerd op beschrijvingen van Isidorus van Sevilla, Claudius Ptolemaeus en de bijbel. Ondanks dat het oorspronkelijke manuscript verloren is gegaan bestaan er toch een aantal betrouwbare kopieën. De kaart is te zien in de proloog van Beatus' tweede boek Commentaar op de Apocalyps van Johannes. Het belangrijkste doel van de kaart was niet om een accurate weergave van de wereld te geven maar diende ter illustratie van de diaspora van de apostelen.